# Villargent
Villargent – miejscowość i gmina we Francji, w regionie Burgundia-Franche-Comté, w departamencie Górna Saona.
Według danych na rok 1990 gminę zamieszkiwało 96 osób, a gęstość zaludnienia wynosiła 34 osoby/km² (wśród 1786 gmin Franche-Comté Villargent plasuje się na 647. miejscu pod względem liczby ludności, natomiast pod względem powierzchni na miejscu 973.).